# جوني ماي
جوني ماي (بالإنجليزية: Jonny May)‏ هو لاعب اتحاد الرغبي بريطاني، ولد في 1 أبريل 1990 في سويندون في المملكة المتحدة.

## وصلات خارجية
- جوني ماي على موقع دوري الرغبي الممتاز (الإنجليزية)
- جوني ماي عل موقع إسبنسكروم (الإنجليزية)
- جوني ماي على موقع ItsRugby.co.uk (الإنجليزية)